# Kozjansko (Vogelschutzgebiet)
Das europäische Vogelschutzgebiet Kozjansko liegt auf dem Gebiet der Gemeinde Šentjur und der Gemeinde Šmarje pri Jelšah im Osten Sloweniens unmittelbar an der Grenze zu Kroatien. Das etwa 80 km² große Gebiet ist eine hügelige, nach Osten abflachende Region mit Höhen bis zu 500 Metern. Das Gebiet ist recht dicht besiedelt, jedoch ohne größere Siedlungen. Eine Besonderheit des Areals ist die erhaltene Kulturlandschaft mit einem Mosaik unterschiedlicher Lebensräume, wie Streuobstwiesen, Wiesen, einzelnen Äckern und naturnahen Wäldern. Ausgedehnte Auewiesen entlang der mäandrierenden Sotla und ihrer Nebenflüsse sind ebenfalls Teil des traditionellen Mosaiks.

## Schutzzweck
Folgende Vogelarten sind für das Gebiet gemeldet; Arten, die im Anhang I der Vogelschutzrichtlinie geführt sind, sind mit * gekennzeichnet:
| Bild             | Anhang I | EU Code | Art              | wissenschaftlicher Name |
| ---------------- | -------- | ------- | ---------------- | ----------------------- |
| Uhu              | *        | A215    | Uhu              | Bubo bubo               |
| Schwarzspecht    | *        | A236    | Schwarzspecht    | Dryocopus martius       |
| Wendehals        |          | A233    | Wendehals        | Jynx torquilla          |
| Neuntöter        | *        | A338    | Neuntöter        | Lanius collurio         |
| Zwergohreule     |          | A214    | Zwergohreule     | Otus scops              |
| Wespenbussard    | *        | A072    | Wespenbussard    | Pernis apivorus         |
| Gartenrotschwanz |          | A274    | Gartenrotschwanz | Phoenicurus phoenicurus |
| Grauspecht       | *        | A234    | Grauspecht       | Picus canus             |